# Nunatak Otshel’nik
Nunatak Otshel’nik (englische Transkription von russisch Нунатак Отшельник Nunatak Otschelnik, deutsch ‚Einsiedler-Nunatak‘) ist ein Nunatak im ostantarktischen Prinzessin-Elisabeth-Land. Er ragt in den Grove Mountains auf.
Russische Wissenschaftler benannten ihn.